# Гамильтон (Тасмания)
Гамильтон — город в Австралии. Находится в Тасмании в 73 километрах на северо-запад от Хобарта.

## Название
Лаклан Маккуори назвал это место «Lower Clyde».
Следующий губернатор Джордж Артур дал ему нынешнее название в честь Уильяма Генри Гамильтона.

## О городе
Раньше Гамильтон был довольно большим городом с гостиницей и несколькими пивоварнями.
Сейчас Гамильтон маленькое село с несколькими магазинами и зданием суда.